# 曾我近祐
曾我 近祐（そが ちかすけ）は、江戸時代前期の幕臣。大坂町奉行。

## 略歴
寛永3年（1626年）200俵で出仕。寛永4年（1627年）11月6日夜、西の丸小姓組の同僚楢村孫九郎が木造三郎右衛門・鈴木久右衛門に刃傷に及ぶ事件が発生する。居合わせた近祐は倉橋忠尭とともに傷を受けながらも即座に孫九郎を取り押さえた。この功により下総国小金領400石を与えられ、後に1020石に加増さえれた。寛永18年（1641年）病床の細川忠利へ見舞いのために熊本へ下向。寛永20年（1643年）藩主池田光仲の幼少ゆえに家老に国政を委ねていた鳥取藩への目付代として川勝広綱とともに下向。正保4年（1647年）亀山藩主菅沼定昭卒去のため、佐々長次とともに亀山へ下向。
万治元年（1658年）隠退した父に代わって大坂西町奉行に就任し、程なく死去した父の遺領河内3000石を継承した。町奉行としては大坂三郷の肝煎制度の廃止、町役の軽減し、時局に応じて酒造米・薪の売買に穏当な処置を行ったことから名奉行と称された。在職4年目の寛文元年（1661年）に死去。